# Cratere Igraine
Igraine è un cratere sulla superficie di Mimas.